# فرودگاه صحرایی مایکل
فرودگاه صحرایی مایکل (به انگلیسی: Michael Airfield) یک فرودگاه همگانی عملیاتی است. این فرودگاه در کشور ایالات متحده آمریکا قرار دارد و در ارتفاع ۱۲۲ متری از سطح دریا واقع شده است.